# Sinornithoides
Sinornithoides (що означає «китайська форма птахів») — рід тероподових троодонтид, що включає один вид Sinornithoides youngi. S. youngi жив у часи ранньої крейди (аптський/альбський етап, близько 113 мільйонів років тому). Його довжина становила приблизно один метр. Він жив у Внутрішній Монголії, Китай, і, ймовірно, харчувався безхребетними та іншою дрібною здобиччю. Вони жили на території сучасної Монголії, яка на той час була частиною Лавразії.

## Відкриття
У 1988 році китайсько-канадська експедиція виявила останки невеликого теропода поблизу Хуамусяо в басейні Ордос у Внутрішній Монголії. Sinornithoides youngi, типовий вид, був названий і описаний у 1993/1994 роках Дейлом Расселом і Донг Чжіміном на основі цього викопного зразка з формації Еджінхоро нижньої крейди. Загальна назва походить від латинського Sinae, «китайський», і грецького ὄρνις, ornis, «птах», en ~ειδής, ~eides, суфікс, що означає «~подібний», стосовно до птахоподібної статури. Конкретна назва вшановує Ян Чжунцзяня.
Він представлений голотипом, IVPP V9612, майже повним скелетом із черепом, який зчленований і майже повний, за винятком даху черепа, деяких шийних і багатьох спинних хребців, а також деяких інших згаданих елементів скелета. Голотип зберігся майже в такому самому положенні, як і інша скам'янілість троодонтіда, Mei long, з мордою, підібраною під ліву руку. Він представляє недорослу особину.

## Опис
Sinornithoides — троодонтид, група невеликих, схожих на птахів, грацильних манірапторів. Усі троодонтиди мають багато унікальних особливостей черепа, таких як тісно розташовані зуби на нижній щелепі та велика кількість зубів. Троодонтиди мають серпоподібні кігті та руки хижаків, а також одні з найвищих коефіцієнтів енцефалізації, не пов'язаних з птахами, що означає, що вони були розвиненими в поведінці та мали гострі почуття. У 2010 році Грегорі С. Пол оцінив довжину його тіла в 1,1 метра, а вагу у 2,5 кілограма.

## Галерея

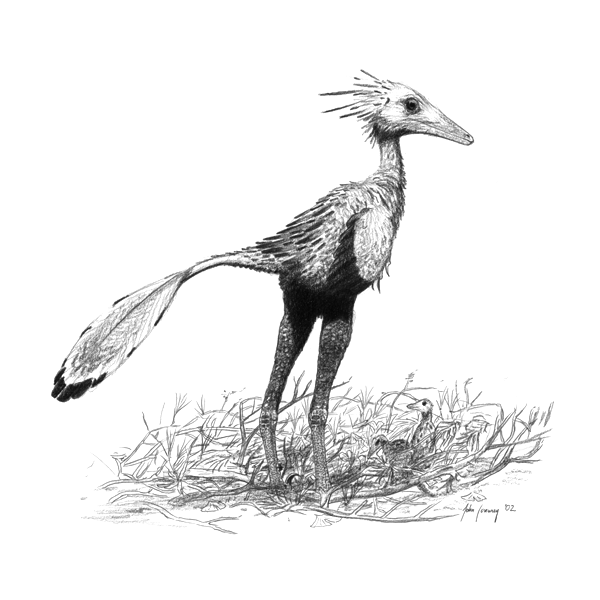
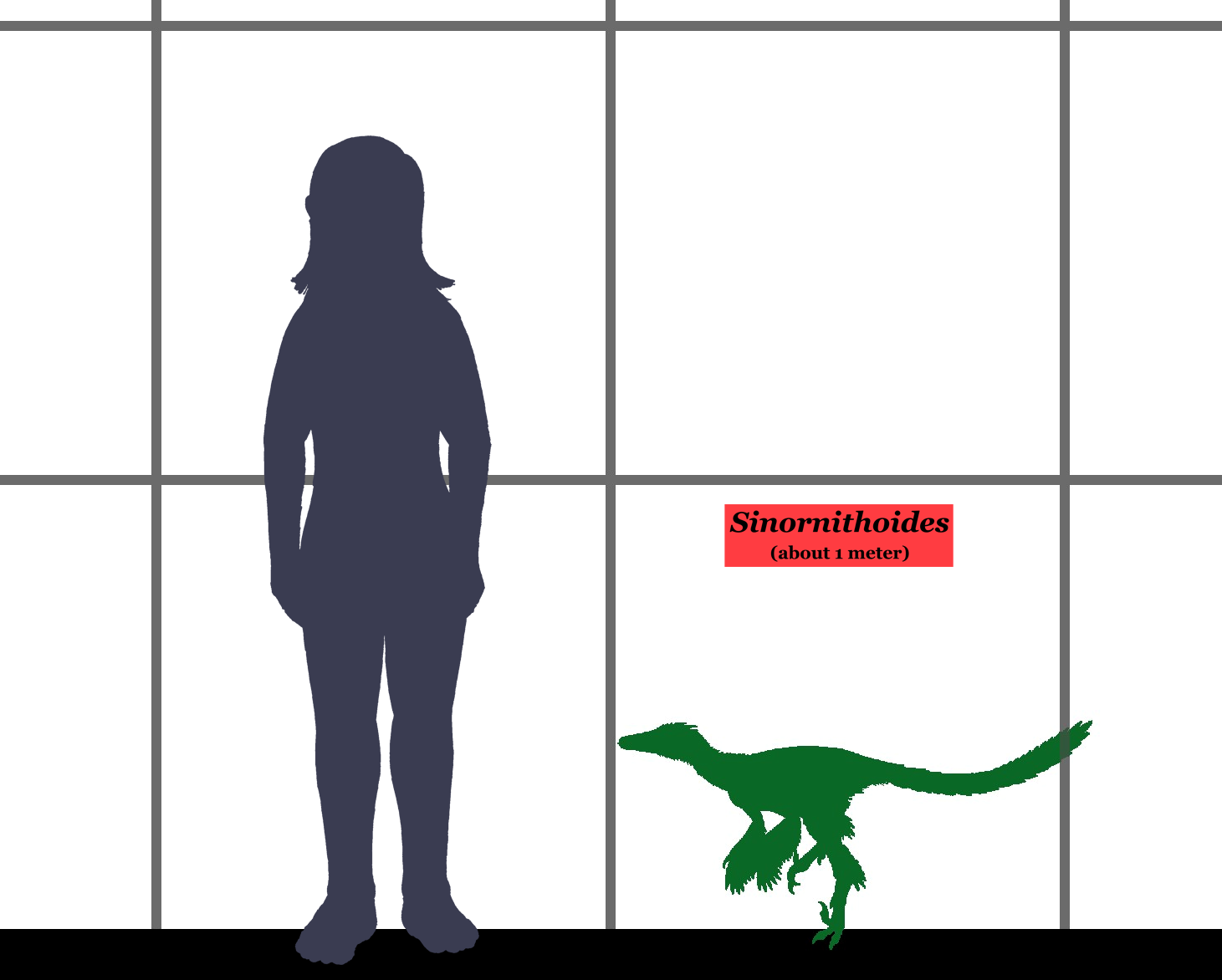